# Portuguesa Fútbol Club
Maillots
Actualités
Le Portuguesa Fútbol Club est un club de football vénézuélien basé à Araure (Venezuela).

## Palmarès
- Championnat du Venezuela (5)
  - Vainqueur : 1973, 1975, 1976, 1977 et 1978

- Coupe du Venezuela (2)
  - Vainqueur : 1973 et 1977